# I Made Wirahadi
I Made Adi Wirahadi (sinh ngày 24 tháng 4 năm 1984) là một cầu thủ bóng đá người Indonesia hiện tại thi đấu cho PSMS Medan cho mượn từ Bali United ở Liga 2 ở vị trí tiền đạo.
He is also a First Police Brigadier ở Cảnh sát Quốc gia Indonesia.